# Postblad

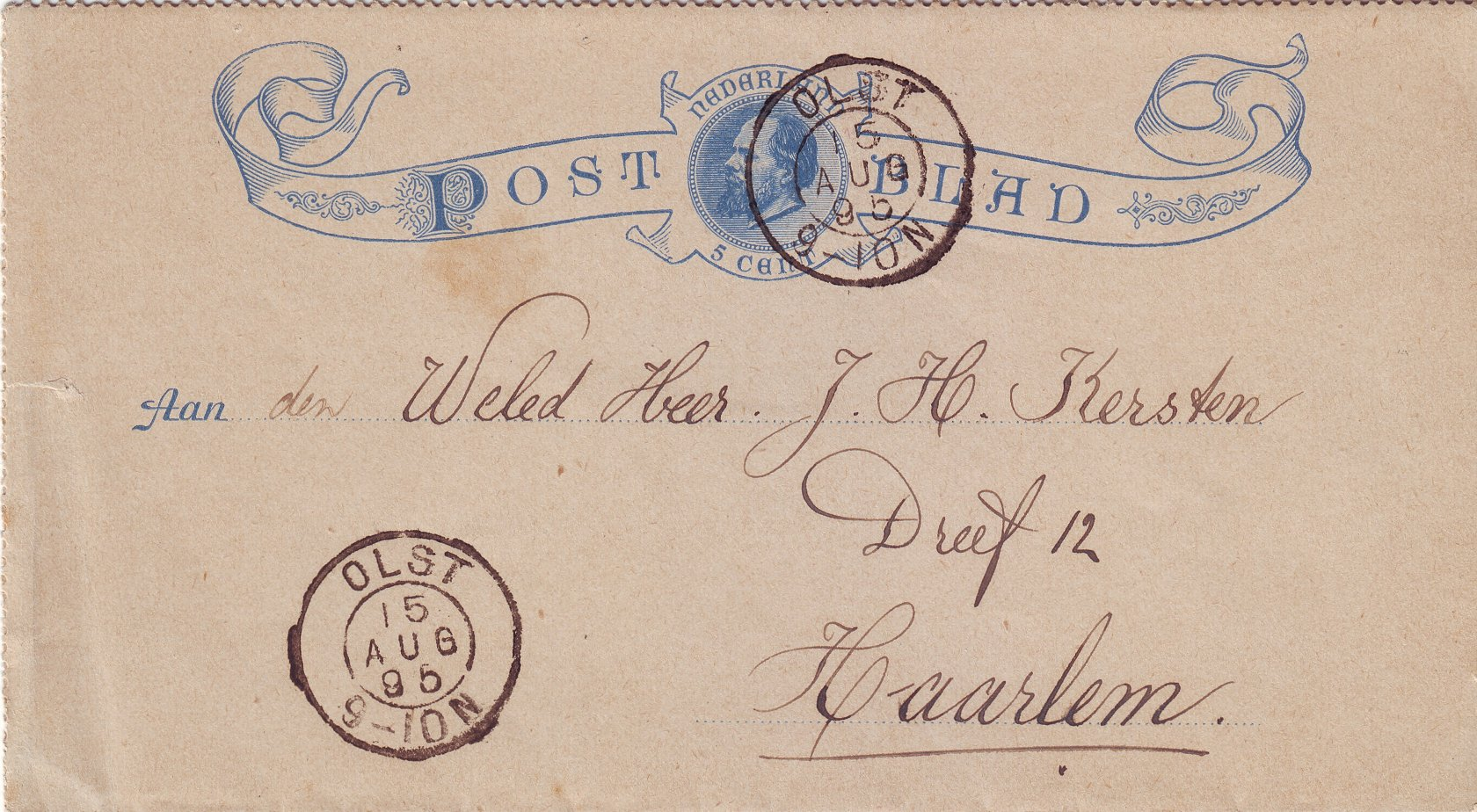
Postblad van Nederland, verstuurd van Olst naar Haarlem op 15 augustus 1895. Het stempel is een kleinrondstempel

Een postblad is een voorbeeld van een postwaardestuk dat op het postkantoor wordt verkocht. Het is een vel papier dat als brief wordt beschreven en vervolgens als envelop wordt dichtgeplakt. Aan de voorzijde is een zegelbeeld gedrukt om aan te geven dat de porto al betaald is, zodat geen postzegel nodig is. Het postblad bestaat in Nederland sinds 1888 en is met ingang van 1991 uit de verkoop genomen. 
De eerste postbladen hadden randen die zowel gegomd als geperforeerd waren. Na het dichtplakken had het postblad drie geperforeerde randen en één niet-geperforeerde rand. De ontvanger moest de geperforeerde randen eraf scheuren om de boodschap te kunnen lezen. Bij latere postbladen moesten de gegomde randen na het bevochtigen omgevouwen en vastgedrukt worden. Voor het openen was een briefopener nodig.
Meer bekend is het luchtpostblad of aerogram. Dit postwaardestuk werd vooral populair tijdens de Tweede Wereldoorlog voor correspondentie van militairen met het thuisfront. Na de oorlog gaven veel landen aerogrammen uit voor de correspondentie van particulieren met het buitenland. Ze waren meestal iets goedkoper dan een luchtpostbrief en daardoor populair. De opkomst van e-mail betekende voor veel landen het einde van het luchtpostblad.
ansichtkaart · brief · briefkaart · briefkaart met betaald antwoord · luchtpostblad · postblad · postwaardestuk · rouwkaart · tijdschrift · treinbrief · verhuiskaart · wenskaart